# Elecciones generales de Zambia de 2021
Las elecciones generales de Zambia de 2021 se llevaron a cabo el 12 de agosto de ese año. En dicha elección se eligió al Presidente y a los 156 miembros de la Asamblea Nacional.

## Contexto
La elecciones generales de 2016 fueron ganadas por un estrecho margen en primera vuelta por el presidente Edgar Lungu. Este último llegó a la presidencia en 2015 tras la muerte por enfermedad en el cargo de Michael Sata. Sin embargo, las elecciones de 2015, organizadas con anticipación, solo se enfocaron en la continuación del mandato de cinco años iniciado por Sata en 2011, a fin de mantener un ciclo de elecciones presidenciales y legislativas simultáneas. Por lo tanto, el presidente saliente completaba su segundo mandato en 2021. Sin embargo, la constitución limita el número de mandatos presidenciales a dos. Pero una enmienda a la constitución en 2016 especifica que un período presidencial solo se considera completo después de un mínimo de tres años en el cargo. Así, la legalidad de la candidatura de Lungu fue confirmada por el Tribunal Constitucional en diciembre de 2018, decisión reiterada en junio de 2021 tras una apelación de la oposición.
La gestión del país por Edgar Lungu en términos de economía fue objeto de fuertes críticas, ya que Zambia se describió como 'la economía peor gestionada de África' en 2021. La tasa de inflación alcanzó el 25%, mientras que el reembolso de la deuda absorbe la mitad de los ingresos del gobierno se deben a préstamos contraídos para la financiación de la construcción de infraestructuras por empresas chinas. Esta situación llevó al banco central de Zambia al default en noviembre de 2020, un evento que no había sucedido en el continente durante quince años.

## Sistema electoral
El presidente es elegido mediante el sistema de dos vueltas. De los 167 miembros de la Asamblea Nacional, 156 son elegidos por el sistema de primeros puestos en distritos electorales de un solo miembro, mientras que ocho miembros son elegidos por el presidente, que junto con el vicepresidente y un segundo vicepresidente actúan como miembros ex officio. La edad para votar es de 18 años, mientras que los candidatos a la Asamblea Nacional deben tener al menos 21 años.

## Candidatos
Un total de dieciséis candidatos se inscribieron para postularse a la presidencia. Se esperó que la carrera electoral fuese reñida entre el presidente en funciones Edgar Lungu, del Frente Patriótico, y Hakainde Hichilema del Partido Unido para el Desarrollo Nacional. Ambos compitieron en las elecciones presidenciales de 2016, en las que Lungu resultó ganador con el 50,35% de los votos frente al 47,63% de Hichilema.
| Candidato Presidencial | Candidato Presidencial | Candidato vicepresidencial | Partido                                       | Ref                        |
| ---------------------- | ---------------------- | -------------------------- | --------------------------------------------- | -------------------------- |
| 1.                     | Edgar Lungu            | Nkandu Luo                 | Frente Patriótico                             | [ 9 ] [ 10 ] [ 11 ] [ 12 ] |
| 2.                     | Enock Tonga            | Bright Chomba              | 3.er Movimiento de Liberación                 | [ 9 ] [ 10 ] [ 11 ] [ 12 ] |
| 3.                     | Sean Tembo             | Henry Muleya               | Patriotas por el Progreso Económico           | [ 9 ] [ 10 ] [ 11 ] [ 12 ] |
| 4.                     | Andyford Banda         | Gerald Mulao               | Alianza Popular para el Cambio                | [ 9 ] [ 10 ] [ 11 ] [ 12 ] |
| 5.                     | Chishala Kateka        | Samuel Kasanka             | Partido del Patrimonio                        | [ 9 ] [ 10 ] [ 11 ] [ 12 ] |
| 6.                     | Kasonde Mwenda         | Changala Siame             | Luchadores por la Libertad Económica          | [ 9 ] [ 10 ] [ 11 ] [ 12 ] |
| 7.                     | Stephen Nyirenda       | Lucy Changwe               | Partido Restauración Nacional                 | [ 9 ] [ 10 ] [ 11 ] [ 12 ] |
| 8.                     | Lazarus Chisela        | Rosemary Chivumba          | Zambianos Unidos por el Desarrollo Sostenible | [ 9 ] [ 10 ] [ 11 ] [ 12 ] |
| 9.                     | Richard Silumbe        | Kaela Kamwenshe            | Movimiento de Liderazgo                       | [ 9 ] [ 10 ] [ 11 ] [ 12 ] |
| 10.                    | Highvie Hamududu       | Kasote Singogo             | Partido de Unidad Nacional y Progreso         | [ 9 ] [ 10 ] [ 11 ] [ 12 ] |
| 11.                    | Fred M'membe           | Cosmas Musumali            | Partido Socialista                            | [ 9 ] [ 10 ] [ 11 ] [ 12 ] |
| 12.                    | Harry Kalaba           | Judith Kabemba             | Partido Democrático                           | [ 9 ] [ 10 ] [ 11 ] [ 12 ] |
| 13.                    | Hakainde Hichilema     | Mutale Nalumango           | Partido Unido para el Desarrollo Nacional     | [ 9 ] [ 10 ] [ 11 ] [ 12 ] |
| 14.                    | Nevers Mumba           | Reuben Sambo               | Movimiento por una Democracia Multipartidaria | [ 9 ] [ 10 ] [ 11 ] [ 12 ] |
| 15.                    | Charles Chanda         | Simon Mbulu                | Zambia Unida, Próspera y Pacífica             | [ 9 ] [ 10 ] [ 11 ] [ 12 ] |
| 16.                    | Trevor Mwamba          | John Harawa                | Partido Unido de la Independencia Nacional    | [ 9 ] [ 10 ] [ 11 ] [ 12 ] |

## Campaña
El 15 de mayo de 2021, el presidente de la Comisión Electoral de Zambia, Esau Chulu, lanzó el inicio de la campaña electoral. Sin embargo, se recomendó a los políticos que minimizaran las grandes concentraciones de multitudes durante las reuniones de campaña debido a la pandemia de COVID-19. Unos días antes, el 12 de mayo, el presidente decidió disolver la Asamblea Nacional para proporcionar igualdad de condiciones en la campaña.
El 3 de junio, debido al aumento de casos de COVID 19, la Comisión Electoral suspendió los mítines de campaña para evitar grandes multitudes. El 15 de junio, la Comisión Electoral prohibió al Frente Patriótico y al Partido Unido para el Desarrollo Nacional hacer campaña en Lusaka, Mpulungu, Namwala y Nakonde debido a constantes casos de violencia política. La Comisión también prohibió todos los roadshows en todo el país para frenar la transmisión de COVID-19.
El 28 de julio, el secretario general de la UPND, Batuke Imenda, emitió un comunicado en el que indicaba que el partido estaba decepcionado con el uso de las instituciones gubernamentales por parte del presidente Lungu para impedir que el candidato presidencial Hakainde Hichilema hiciera campaña.

## Resultados

### Presidente
| Candidatos                | Candidatos                | Partido                                       | Votos     | %      |
| ------------------------- | ------------------------- | --------------------------------------------- | --------- | ------ |
|                           | Hakainde Hichilema        | Partido Unido para el Desarrollo Nacional     | 2 852 348 | 59,02  |
|                           | Edgar Lungu               | Frente Patriótico                             | 1 870 780 | 38,71  |
|                           | Harry Kalaba              | Partido Democrático                           | 25 231    | 0,52   |
|                           | Andyford Banda            | Alianza Popular para el Cambio                | 19 937    | 0,41   |
|                           | Fred M'membe              | Partido Socialista                            | 16 644    | 0,34   |
|                           | Highvie Hamududu          | Partido de Unidad Nacional y Progreso         | 10 480    | 0,22   |
|                           | Chishala Kateka           | Partido del Patrimonio de Zambia              | 8169      | 0,17   |
|                           | Charles Chanda            | Zambia Unida, Próspera y Pacífica             | 6543      | 0,14   |
|                           | Lazarus Chisela           | Zambianos Unidos por el Desarrollo Sostenible | 5253      | 0,11   |
|                           | Nevers Mumba              | Movimiento por una Democracia Multipartidaria | 4968      | 0,10   |
|                           | Enock Tonga               | 3.er Movimiento de Liberación                 | 3112      | 0,06   |
|                           | Trevor Mwamba             | Partido Unido de la Independencia Nacional    | 3036      | 0,06   |
|                           | Sean Tembo                | Patriotas por el Progreso Económico           | 1813      | 0,04   |
|                           | Stephen Nyirenda          | Partido Restauración Nacional                 | 1808      | 0,04   |
|                           | Kasonde Mwenda            | Luchadores por la Libertad Económica          | 1345      | 0,03   |
|                           | Richard Silumbe           | Movimiento de Liderazgo                       | 1296      | 0,03   |
|                           |                           |                                               |           |        |
| Votos válidos             | Votos válidos             | Votos válidos                                 | 4 832 763 | 97,45  |
| Votos nulos/en blanco     | Votos nulos/en blanco     | Votos nulos/en blanco                         | 126 569   | 2,55   |
| Total                     | Total                     | Total                                         | 4 959 332 | 100,00 |
| Registrados/Participación | Registrados/Participación | Registrados/Participación                     | 7 023 499 | 70,61  |

### Asamblea Nacional
|                           |                                               |           |        |         |        |
| Partido                   | Partido                                       | Votos     | %      | Escaños | +/-    |
|                           | Partido Unido para el Desarrollo Nacional     | 2,227,207 | 46.28  | 82      | +24    |
|                           | Frente Patriótico                             | 1,716,085 | 35.66  | 59      | -21    |
|                           | Candidatos independientes                     | 689,781   | 14.33  | 13      | -1     |
|                           | Partido Socialista                            | 59,490    | 1.24   | 0       | Nuevo  |
|                           | Partido Democrático                           | 50,369    | 1.05   | 0       | -      |
|                           | Alianza Popular para el Cambio                | 20,227    | 0.42   | 0       | -      |
|                           | Partido de Unidad Nacional y Progreso         | 13,058    | 0.27   | 1       | +1     |
|                           | Partido Unido de la Independencia Nacional    | 12,742    | 0.26   | 0       | -      |
|                           | Foro para la Democracia y el Desarrollo       | 4,006     | 0.08   | 0       | -1     |
|                           | Congreso Nacional Demócrata                   | 3,807     | 0.08   | 0       | Nuevo  |
|                           | Movimiento por una Democracia Multipartidaria | 3,665     | 0.08   | 0       | -3     |
|                           | Movimiento de Liderazgo                       | 3,585     | 0.07   | 0       | Nuevo  |
|                           | Partido Demócrata Cristiano                   | 3,471     | 0.07   | 0       | Nuevo  |
|                           | Partido del Patrimonio de Zambia              | 1,762     | 0.04   | 0       | -      |
|                           | Partido Dorado Zambia                         | 858       | 0.02   | 0       | Nuevo  |
|                           | Partido Restauración Nacional                 | 664       | 0.01   | 0       | -      |
|                           | Zambianos Unidos por el Desarrollo Sostenible | 554       | 0.01   | 0       | Nuevo  |
|                           | Partido Verde de Zambia                       | 499       | 0.01   | 0       | -      |
|                           | Zambia Unida, Próspera y Pacífica             | 309       | 0.01   | 0       | Nuevo  |
|                           | Movimiento por el Cambio Democrático          | 306       | 0.01   | 0       | Nuevo  |
|                           | Patriotas por el Progreso Económico           | 232       | 0.00   | 0       | Nuevo  |
|                           | Luchadores por la Libertad Económica          | 104       | 0.00   | 0       | -      |
|                           | Vacantes                                      |           |        | 1       | -      |
|                           | Nombrados por el presidente                   |           |        | 11      | -      |
|                           |                                               |           |        |         |        |
| Votos válidos             | Votos válidos                                 | 4 832 763 | 97,45  |         |        |
| Votos nulos/en blanco     | Votos nulos/en blanco                         | 126 569   | 2,55   |         |        |
| Total                     | Total                                         | 4 959 332 | 100,00 | 167     | 0      |
| Registrados/Participación | Registrados/Participación                     | 7 023 499 | 70,61  | +14,58  | +14,58 |